# アイダ・スチュワート
アイダ・ルイーズ・スチュワート（Ida Louise Stewart、1896年11月13日 - 2010年11月12日）は、ジャマイカのスーパーセンテナリアン。ジャマイカ・セント・アン教区在住であった長寿の女性。2014年にバイオレット・ブラウンに更新されるまで、ジャマイカ最高齢記録を保持していた。

## 人物
1896年11月13日、セント・アン教区に生まれる。本人は1886年11月5日生まれと主張したが、出生証明書によると1896年生まれとされている。12人の兄弟がいたが、その全員の死後も生きていた。1928年6月2日にレナード・スチュアートと結婚し、1人の娘、エドナ・スチュアート(1922年 - 2008年)がいた。レナードとの間に9人の子供を産んだ。1988年に夫は死去した。2003年ごろにインタビューを受け、自身の長寿に秘密はないと語った。関節炎、風邪を除けば、重い病気に苦しんだことはなかったとされる。しかし6年後の2009年には深刻なほど体調が悪化しており、取材に来たメディアにも「私は元気ではない」と言及したとされる。2010年11月に突如病気になり、病院に運ばれた。同病院で11月12日に113歳364日で死去した。114歳の誕生日の1日前であった。